# Сендель, Серхио
Арнольдо Серхио Сантаэлья Сендель (исп. Arnoldo Sergio Santaella Sendel; род. 4 ноября 1966, Мехико, Мексика) — мексиканский актёр, запомнившийся зрителям как исполнитель отрицательных ролей и злодеев.

## Биография
Родился 4 ноября 1966 года в Мехико в семье Эльзы Сендель. В мексиканском кинематографе дебютировал в 1990 году и с тех пор снялся в 32 ролях в кино и телесералах. Номинирован 10 раз, из них победу одержал в 3 из них.

## Фильмография

### Теленовеллы
- Lo imperdonable (2015) — Emiliano Prado-Casteló Duran
- Lo que la vida me robó (2013—2014) — Pedro Medina
- Una familia con suerte (2011—2012) — Vicente Irabién Ruvalcaba
- Завтра — это навсегда (2008—2009) — Damián Gallardo Roa
- Destilando amor (2007) — Aarón Montalvo Iturbe
- Heridas de amor (2006) — César Beltrán Campuzano
- La esposa virgen (2005) — Fernando Ortiz Betancourt
- Amarte es mi pecado (2004) — Arturo Sandoval
- La otra (2002) — Adrián Ibáñez
- Злоумышленница (2001) — Danilo Roldán Limantour
- Mujer bonita (2001) — Miguel
- Ramona (2000) — Rex / Jack Green
- Tres mujeres (1999—2000) — Adrián de la Fuente
- Los hijos de nadie (1997) — Mauricio
- El premio mayor (1995—1996) — Luis Gerardo Domínguez
- Dos mujeres, un camino (1993—1994) — Raymundo Soto #2
- Волшебная молодость (1992—1993) — Leonardo Grimaldi
- Muchachitas (1991—1992) — Pedro Ortigoza Domínguez
- Al filo de la muerte (1991—1992)
- La pícara soñadora (1991) — Hugo
- Alcanzar una estrella II (1991) — Ricardo «Rico» Puente hijo
- Mi pequeña Soledad (1990) — Gustavo «Tavo»
- Cuando llega el amor (1990) — El Chicles

### Многосезонные ситкомы
- Женщина, случаи из реальной жизни (1985-2007; снимался в период 1994-1997)

### Художественные фильмы
- Un gallo con muchos huevos (2015) - Bankivoide
- La era de hielo (2002) - Diego (Doblaje)
- Zapatos viejos (1993)
- Modelo antiguo (1992) - Manuel Orellana Jr.
- Alma negra, magia blanca (1991)

## Награды и премии

### TVyNovelas
| Год  | Номинация                 | Теленовелла            | Итоги премии |
| ---- | ------------------------- | ---------------------- | ------------ |
| 2015 | лучшая отрицательная роль | Lo que la vida me robó | проигрыш     |
| 2008 | лучшая отрицательная роль | Destilando amor        | ПОБЕДА       |
| 2007 | лучшая отрицательная роль | Heridas de amor        | проигрыш     |
| 2004 | лучшая роль               | Amarte es mi pecado    | проигрыш     |
| 2003 | лучший злодей             | La otra                | проигрыш     |

### Bravo
| Год  | Номинация                 | Теленовелла     | Итоги премии |
| ---- | ------------------------- | --------------- | ------------ |
| 2008 | лучшая отрицательная роль | Destilando amor | ПОБЕДА       |

### INTE
| Год  | Номинация                  | Теленовелла | Итоги премии |
| ---- | -------------------------- | ----------- | ------------ |
| 2003 | лучший актёр второго плана | La otra     | проигрыш     |

### People en Español
| Año  | Categoría     | Telenovela             | Resultado |
| ---- | ------------- | ---------------------- | --------- |
| 2014 | Mejor Villano | Lo que la vida me robó | Ganador   |
| 2012 | Mejor Villano | Una familia con suerte | Nominado  |
| 2009 | Mejor Villano | Mañana es para siempre | Nominado  |